# Anthony Dudley
Anthony Edward Dudley (1967) és un barrister gibraltareny, i un dels dos jutges de la Cort Suprema de Gibraltar. Està casat i té dues filles.

## Biografia
Dudley va ser admès com «barrister» el 1989. Després de treballar diversos anys en el sector privat, va ser nomenat «registrar» del Tribunal Suprem de Gibraltar, i, posteriorment, magistrat estipendiari i jutge d'instrucció. Després d'haver estat nomenat jutge addicional, es va convertir en President de la Cort Suprema en funcions al setembre de 2007, després de la suspensió del president anterior del Tribunal Suprem (Derek Schofield, embolicat en acusacions de corrupció).
Va ser nomenat president de la Cort Suprema l'1 de febrer de 2010, pel Governador Adrian Johns. Dudley és el primer gibraltareny a ocupar aquest lloc com a titular.

## Controvèrsies
Dudley va ser acusat de presumptament haver beneficiat Inna Gudavadze, vídua del filantrop georgià Badri Patarkatsishvili, en un cas relacionat amb el control de l'herència. El multimilionari va morir a Londres el febrer de 2008, en circumstàncies poc clares, i es van presentar al·legacions que ell havia estat víctima d'un complot d'assassinat entre Gudavadze i el magnat Borís Berezovski, un antic soci de Patarkatsishvili.
L'abril de 2011, sota la direcció de Dudley, la Cort Suprema de Gibraltar va determinar que el sexe consensual (tant per heterosexuals com per als homosexuals masculins) es consideraria legal des de l'edat de 16 anys. Anteriorment, els homes gais només se'ls permetia legalment tenir relacions sexuals (anals) a partir de l'edat de 18 en endavant. També, la Cort Suprema va declarar que la penalització de les relacions sexuals anals consentides entre heterosexuals era inconstitucional. Ambdues decisions van ser molt criticades per alguns sectors de la societat civil gibraltarenya, sobretot per l'Associació de Dones de Gibraltar i l'Aliança Evangèlica. No obstant això, el govern va deixar en clar que la qüestió encara depenia d'un referèndum que se celebrarà en una data indeterminada.